# Aspredinidae
Los Aspredinidae  son una pequeña familia de pez gato endémica de Sudamérica  (orden de los Siluriformes)  también conocidos como guitarrillos, riquiriqui, peces gato banjo.

## Distribución
Los aspredínidos se hallan en todos los ríos tropicales sudamericanos,  como los ríos Magdalena, Orinoco, Amazonas, y Paraguay-Paraná,  y las regiones costeras de los deltas del Orinoco y del Amazonas. Bunocephalus  es el único género hallado en ríos al oeste de los Andes incluyendo a los ríos  Atrato, San Juan, y Patia.

## Taxonomía
Mucha información está basada en un estudio filogenético de 1994. En ese punto, había 12 géneros, dos de los cuales eran nuevos, los géneros informales   Acanthobunocephalus  y Pseudobunocephalus; aunque a 2007 permanece indescripto el último.  En 1996, el género Micromyzon se erigió como una nueva especie,  ciega.  En 2007, hay 12 géneros en Aspredinidae;  no incluyendo al no descripto Pseudobunocephalus, que daría  13 Gros. Nueva especie espera descripción. Corrientemente, 36 especies están reconocidas en tres subfamilias.
Los Aspredinidae son con frecuencia reconocidos como parte de la superfamilia  asiática de las Sisoroidea como un grupo hermano de la familia Erethistidae.  Sin embargo, otros autores hallan que son hermanos de la superfamilia Doradoidea, que incluye a Doradidae, Auchenipteridae,  y quizás a Mochokidae.

## Descripción
Su nombre común de la familia peces gato "banjo" se refiere a su forma corporal total, con cabeza chata y  pedúnculo caudal delgado, dando en algunas especies la apariencia de un banjo. Carecen de la  espina adiposa. Muchas especies no tienen el mecanismo de traba de la espina dorsal. Aunque carecen de escamas, su piel está completamente queratinizada  y cubierta de grandes tubérculos arreglados en filas longitudinales. Alcanzan de menos de 2 cm SL en Hoplomyzon papillatus a Aspredo aspredo con cerca de 38 cm SL, aunque la mayoría está en menos de  15 cm Muchas  especies exhiben coloración críptica. Los Aspredínidos carecen de células de alarma y de la reacción de lucha presentes en otros ostariofisios.
En muchas especies exhiben dimorfismo sexual, donde las hembras maduras son típicamente más grandes que los machos; esto es, sin embargo, revertido en Hoplomyzon sexpapilostoma.  Además, en Aspredo  y en Platystacus  la espina dorsal es mucho más grande en machos.

## Ecología
Los Aspredínidos pueden hallarse en una variedad de hábitats tales como aguas playas, canales profundos, y en estuarios con mareas.  Las especies de Bunocephalinae viven en ensenadas de agua dulce, usualmente escondidos en camadas de hojas y vegetación caída. Los miembros de la subfamilia Aspredininae habitan ríos costeros y hábitas de agua salobre como en marismas de manglares.
Son bénticos y perezosos a menos que se los moleste, y gastan el día enterrados en el sustrato.  Como muchos peces, son capaces de nadar ondulando sus cuerpos; y también se impulsan bombeando agua a través de sus branquias abiertas para reptar por el sustrato.  Algunas especies pueden producir sonidos moviendo su aleta pectoral atrás-adelante cuando están agitados. Muchos aspredínidos son generalizados omnívoros, alimentándose con invertebrados acuáticos y terrestre y detritos orgánicos; sin embargo, miembros de Amaralia se especializan en comer huevos d otros peces gato.
Una peculiaridad de los peces gato en la subfamilia Aspredininae es que después que los huevos de la hembra son fertilizados por el esperma del macho, ella los reúne en su vientre y los lleva a aguas más bajas para incubar. En Pterobunocephalus,  los huevos directamente se diponen en el cuerpo, mientras en los otros tres géneros de la subfamilia, los huevos se agrupan en  cotiléforos, que son excrecencias carnosas que desarrollan estacionalmente en el envés de su cuerpo y pueden funcionar en intercambiar materiales entre la madre y sus embriones en desarrollo.  Se ha hipotetizado que debido a que esos peces gato viven en ambientes barrosos, esta conducta da a los huevos mejor acceso a agua oxigenada.
La información de la reproducción en Bunocephalus varía según autores; algunas fuentes aseguran qu eno existe ningún cuidado parental,  otros anotan que hasta construyen una depresión para anidar y resguardar la puesta.

## En el acuario
Pocos peces gato banjo se ven en acuarios, predominando los miembros más pequeños de la subfamilia Aspredininae.  Sus requerimientos son similares a lo de cualquier pez tropical de Sudamérica, prefiriendo agua ligeramente ácida, a 20–25°C. Son especies barreras nocturnales,  necesitan un acuario con un sustrato suave, arenoso en donde puedan esconderse durante el día, y forrajeen de noche.  Arena de gránulos cortantes o grava gruesa cortante dañará su piel. Aunque no hacen cardumen,  toleran a su alrededor con otras especies pequeñas de acuario.

## Lecturas
- Editore, Arnoldo. Peces de Acuario de Agua Dulce y Marinos. Simon & Shuster, New York, NY, 1976. (en inglés)

- Datos: Q899723
- Multimedia: Aspredinidae / Q899723
- Especies: Aspredinidae